# Strana katolického lidu
Strana katolického lidu (později Česká strana křesťansko-sociální v království Českém) byla česká politická strana na území Čech za Rakouska-Uherska založená počátkem 20. století jako reprezentant katolického politického tábora.

## Dějiny a ideologie
Strana byla založena roku 1906 jako platforma, do níž se sjednotily všechny tři proudy politického katolicismu v Čechách, tedy konzervativní pravicová Národní strana katolická v království Českém, křesťanskosociální levicová Křesťansko-sociální strana v Čechách a od ní roku 1899 odštěpená Křesťansko-sociální strana lidová. Strana se inspirovala stranou Deutsche Zentrumspartei v Německé říši a měla ambici zastupovat nejen pravicovou konzervativní honoraci, levicové dělnické křesťansko-sociální aktivisty, ale i křesťansky orientované rolníky.
Předsedou strany se stal Rudolf Horský (dosud Křesťansko-sociální strana v Čechách), ale fakticky ji řídila trojice Rudolf Horský, Václav Myslivec (dosud Křesťansko-sociální strana lidová) a hrabě Vojtěch Schönborn (dosud Národní strana katolická v království Českém). Ve volbách do Říšské rady roku 1907 ovšem výrazně uspělo levicové křídlo Václava Myslivce a s ním spojeného Emanuela Jungra, které získalo výraznou podporu zejména z okruhu katolických zemědělců. Výsledkem bylo posílení Myslivcova a Jungrova křídla na úkor formálního předsedy Horského. V letech 1908-1910 pak všechna tři křídla, která původně vytvořila Stranu katolického lidu,  vedla vnitrostranický boj. Na 3. sjezdu v březnu 1910 pak Václav Myslivec triumfoval a přejmenoval stranu na Česká strana křesťansko-sociální v království Českém. Konzervativní křídlo pak stranu opustilo (vznikla tak Katolicko-národní strana konzervativní jako subjekt navazující na Národní stranu katolickou v království Českém). V roce 1912 pak stranu opustil i Václav Myslivec a jeho příznivci a založili Křesťansko-sociální stranu lidovou.

## Volební výsledky
Pozice je určena dle počtu získaných hlasů.

### Říšská rada
| Volby | Hlasy   | Hlasy | Mandáty | Mandáty | Pozice |
| Volby | Abs.    | %     | Abs.    | ±       | Pozice |
| ----- | ------- | ----- | ------- | ------- | ------ |
| 1907  | 182,500 | 4.0   | 7/516   | ▲7      | ▲7.    |
| 1911  | 83,124  | 1.8   | 0/516   | ▼7      | ▼15.   |

### Český zemský sněm
| Volby | Hlasy  | Hlasy | Mandáty | Mandáty | Pozice |
| Volby | Abs.   | %     | Abs.    | ±       | Pozice |
| ----- | ------ | ----- | ------- | ------- | ------ |
| 1908  | 34,076 | 8.5   | 1/242   | ▲1      | ▲4.    |